# Zgrada ljekarne (Jastrebarsko)
Zgrada ljekarne, Ulica braće Kazić 13 u Jastrebarskom, građevina u mjestu i gradu Jastrebarskom, zaštićeno kulturno dobro.

## Opis
Zgrada stare ljekarne nalazi se u središnjem dijelu grada Jastrebarsko. Sagrađena je u drugoj polovici 19. stoljeća. To je ugrađena jednokatna građevina tlocrtno u obliku slova L, pokrivena dvostrešnim krovištem. Primjer je reprezentativne gradske kuće historicističkih stilskih karakteristika u čijem je prizemlju smještena ljekarna, dok kat ima stambenu namjenu. Ljekarna se sastoji od prostorije za izdavanje lijekova (oficina), laboratorija, prostorije za zalihe (materijalka) te pripadajućih pomoćnih prostorija. Sačuvan je vrijedan apotekarski drveni namještaj. Zgrada stare ljekarne ima najreprezentativnije oblikovano historicističko pročelje u Jastrebarskom. Zbog sačuvane povijesne konstrukcije, arhitektonskih elemenata i stilskih detalja ima arhitektonsku i ambijentalnu vrijednost, a kako je u prizemlju smještena prva jaskanska ljekarna, neupitna je i njezina kulturno – povijesna vrijednost.

## Zaštita
Pod oznakom 6652 zaveden je kao nepokretno kulturno dobro - pojedinačno, pravna statusa zaštićena kulturnog dobra.